# Eutelsat Konnect

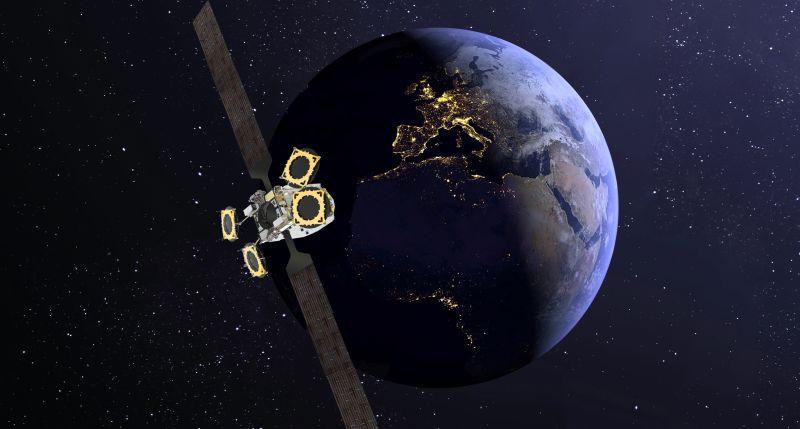
Vue d'artiste du satellite Konnect

Eutelsat Konnect est un satellite de télécommunications géostationnaire exploité par Eutelsat. Le satellite a été conçu et fabriqué par Thales Alenia Space. Il utilise la plateforme Spacebus Neo et a été lancé le 16 janvier 2020 par une Ariane 5. Le satellite offre un accès à Internet haut débit et des communications à l'Europe et l'Afrique subsaharienne.

## Historique
En octobre 2015, Eutelsat a commandé un satellite de télécommunications de nouvelle génération nommé à l'origine African Broadband Satellite. Le satellite a été commandé dans le cadre de la décision d'Eutelsat de se développer sur le marché africain des communications. 
Thales Alenia Space a commandé le lancement du satellite par une Ariane 5.

## Caractéristiques
Eutelsat Konnect est basé sur la plate-forme Spacebus Neo, une plate-forme satellite à propulsion entièrement électrique conçue avec le financement et le soutien de l'Agence spatiale européenne et du CNES. En plus d'offrir plus de capacité de communication, la nouvelle plate-forme vise à réduire les coûts de fabrication par rapport aux précédents satellites géostationnaires. 
Eutelsat Konnect permet des communications à haut débit en bande Ka, offrant une capacité de 75 Gbit/s via 65 faisceaux ponctuels (en).

## Lancement
Le 16 janvier 2020 à 16 h 05 ET, Eutelsat Konnect a été lancé par une Ariane 5, avec le satellite de télécommunications GSAT-30 (en) de l'ISRO. 
Environ 28 minutes après le lancement, Eutelsat Konnect s'est détaché de la structure SYLDA et a été positionné sur une orbite de transfert géostationnaire. 